# Großes Zittergras
Das Große Zittergras (Briza maxima) ist eine Pflanzenart aus der Gattung der Zittergräser (Briza) innerhalb Familie der Süßgräser (Poaceae).

## Beschreibung
Die einjährige Pflanze erreicht Wuchshöhen von 10 bis 60 Zentimeter. Sie wächst locker horstförmig. Die gesamte Pflanze ist kahl. Die gelbgrünen, flachen und dünnen Blätter werden 5 bis 18 Zentimeter lang und 3 bis 8 Millimeter breit. Sie sind an den Rändern fein rau. Das Blatthäutchen (Ligula) wird 2 bis 5 Millimeter lang, die Blattscheiden sind glatt.
Die häufig rot überlaufenen, hängenden Ährchen stehen einzeln oder bis zu zwölft in lockeren, wenig verzweigten Rispen an 6 bis 20 mm langen, haarfeinen Stielen. Die Rispe ist 3 bis 10 Zentimeter lang und aus nur wenigen Ährchen zusammengesetzt. Die Ährchen sind breit herzförmig bis rundlich und seitlich zusammengedrückt und werden zwischen 14 und 25 mm lang und 8 bis 16 Millimeter breit. Ein Ährchen besteht aus sechs bis zwanzig Blüten. Die Spelzen haben keine Grannen. Die Hüllspelzen sind 5 bis 7 Millimeter lang. Die Deckspelzen werden 6 bis 8 mm lang und sind sieben- bis achtnervig. Die Vorspelzen sind auf ihren Kielen sehr fein behaart. Die Staubbeutel sind etwa 2 Millimeter lang.

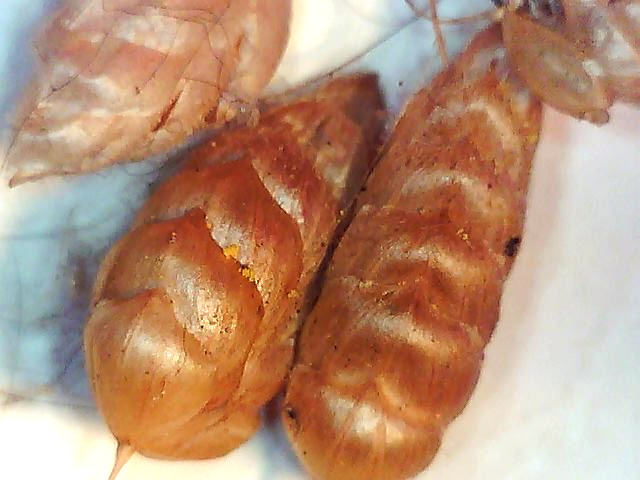
Ährchen des Großen Zittergrases

Das Gras blüht zwischen April und Juni.
Die Chromosomenzahl beträgt 2n = 14.

## Verbreitung und Standort
Die Pflanze ist im Mittelmeerraum und in Makaronesien  einheimisch und weit verbreitet. In Europa kommt das Große Zittergras ursprünglich vor in den Ländern Portugal, Spanien, Frankreich, Schweiz, Italien, Slowenien, Kroatien, Bosnien-Herzegowina, Montenegro, Albanien, Griechenland, Bulgarien und in der Türkei. Es wurde unter anderem auf die Britischen Inseln und nach Deutschland eingeschleppt. In England ist es auf trockenen Ufern, felsigen Standorten und Kulturland auf den Scilly-Inseln sowie auf den Kanalinseln Jersey und Guernsey eingebürgert. In Deutschland ist es sehr selten (nicht eingebürgert) und kommt nur zerstreut in Ruderalfluren vor.
In seinem natürlichen Verbreitungsgebiet bevorzugt das Gras Garigues, Weiden, Kulturland und Wegränder.

## Taxonomie
Der wissenschaftliche Name Briza maxima wurde 1753 von Carl von Linné in Species Plantarum Band 1, Seite 70 erstveröffentlicht.

## Verwendung
Das Große Zittergras wird aufgrund seiner attraktiven Ähren als Zierpflanze genutzt, entweder für den Gebrauch als grüne Pflanze oder in Trockensträußen.